# Borde Narve
Borde Narve es una localidad de Trinidad y Tobago, que forma parte de las regiones de Penal-Debe y Princes Town.

## Geografía
La localidad abarca parte de la isla Trinidad y limita al norte con Malgretoute y Princes Town (localidades pertenecientes a la región de Princes Town), al sur con Barrackpore, al este con Lothian, St. Croix Village (ambas localidades pertenecientes a la región de Princes Town) y Lengua Village y al oeste con Cedar Hill, St. Charles Village, Jordan Village (las tres localidades pertenecientes a la región de Princes Town) y St. John's Village.

## Demografía
Datos demográficos de la localidad de Borde Narve:
| Gráfica de evolución demográfica de Borde Narve entre 2000 y 2011 |
|                                                                   |